# سولومون مريديث
سولومون مريديث (بالإنجليزية: Solomon Meredith)‏ هو ضابط وسياسي أمريكي، ولد في 29 مايو 1810 في مقاطعة غيلفورد في الولايات المتحدة، وتوفي في 2 أكتوبر 1875 في كامبريدج في الولايات المتحدة. انتخب عضو مجلس نواب إنديانا.